# Gradišče - K. o. Št. Lovrenc
Gradišče – K. o. Št. Lovrenc – wieś w Słowenii, w gminie Litija. W 2018 roku liczyła 35 mieszkańców.